# Pogorzela
Pogorzela [pɔgɔˈʐɛla] (deutsch 1943–1945 Brandenstein) ist eine Kleinstadt in der polnischen Wojewodschaft Großpolen mit etwa 2.000 Einwohnern. Sie ist Sitz einer Stadt- und Landgemeinde im Powiat Gostyński (Kreis Gostyn).

## Geschichte

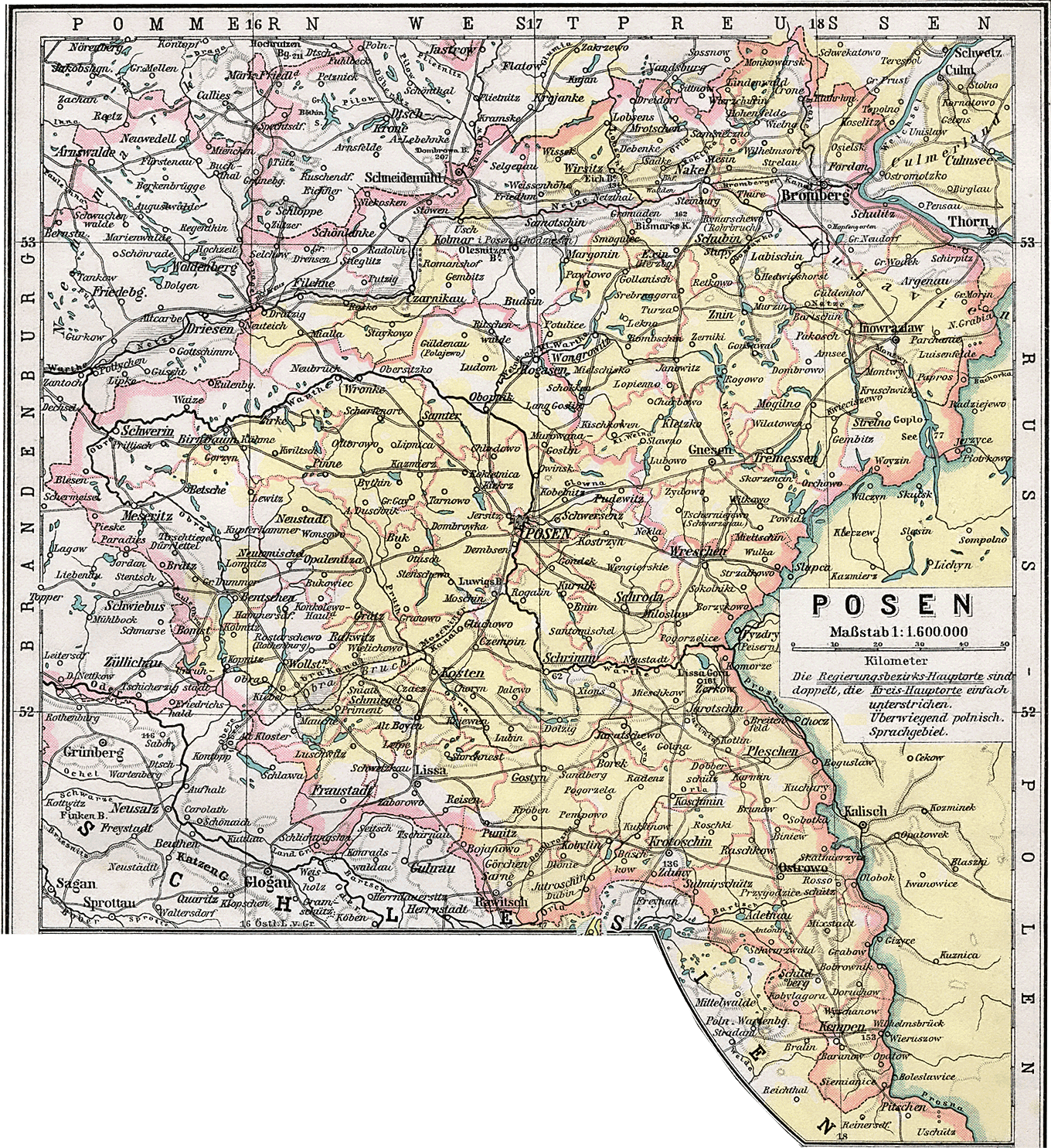
Pogorzela südlich der Stadt Posen und nordwestlich der Stad Krotoschin auf einer Landkarte der Provinz Posen von 1905 (gelb markierte Flächen kennzeichnen Gebiete mit seinerzeit mehrheitlich polnischsprachiger Bevölkerung).

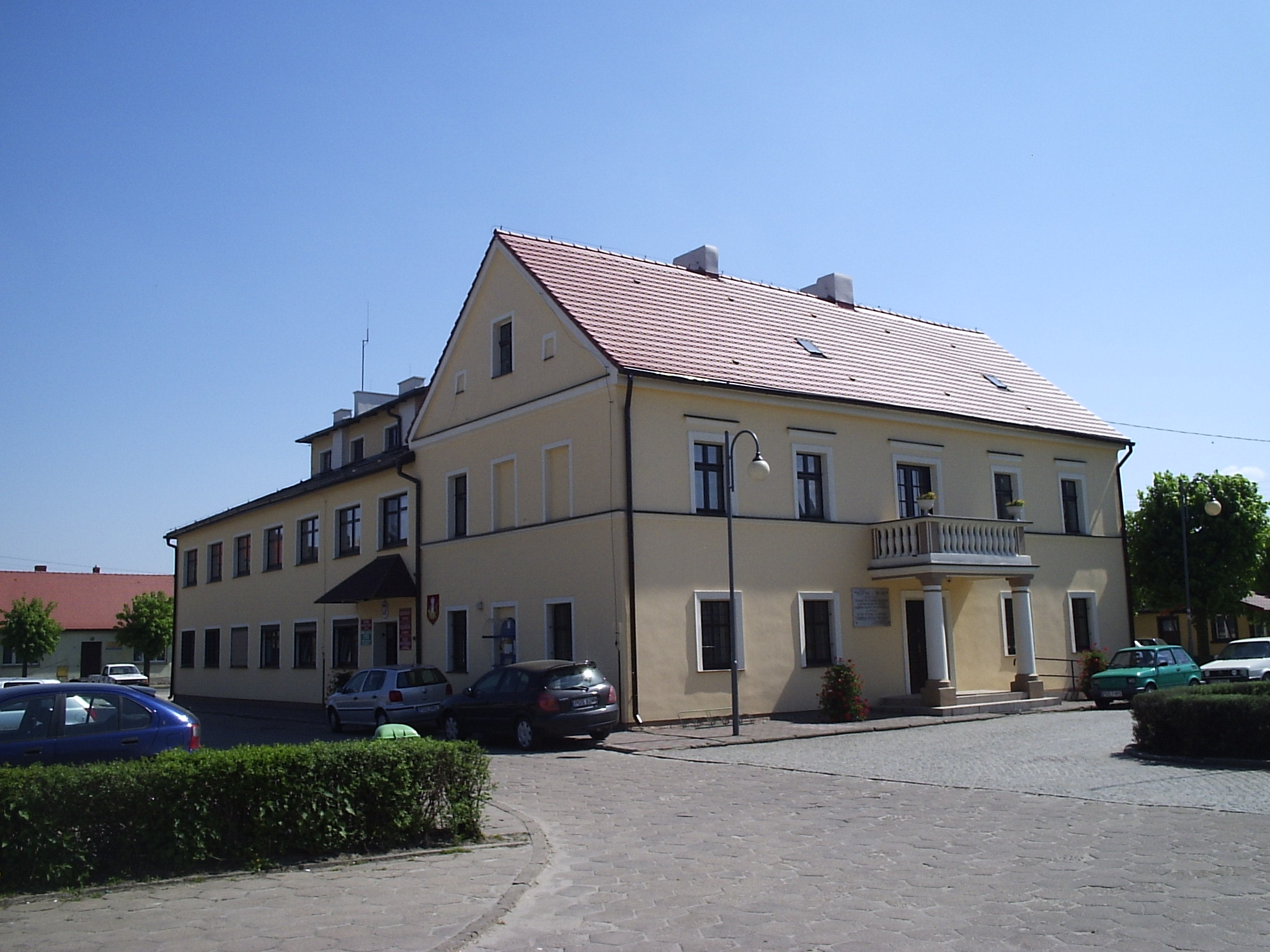
Rathaus

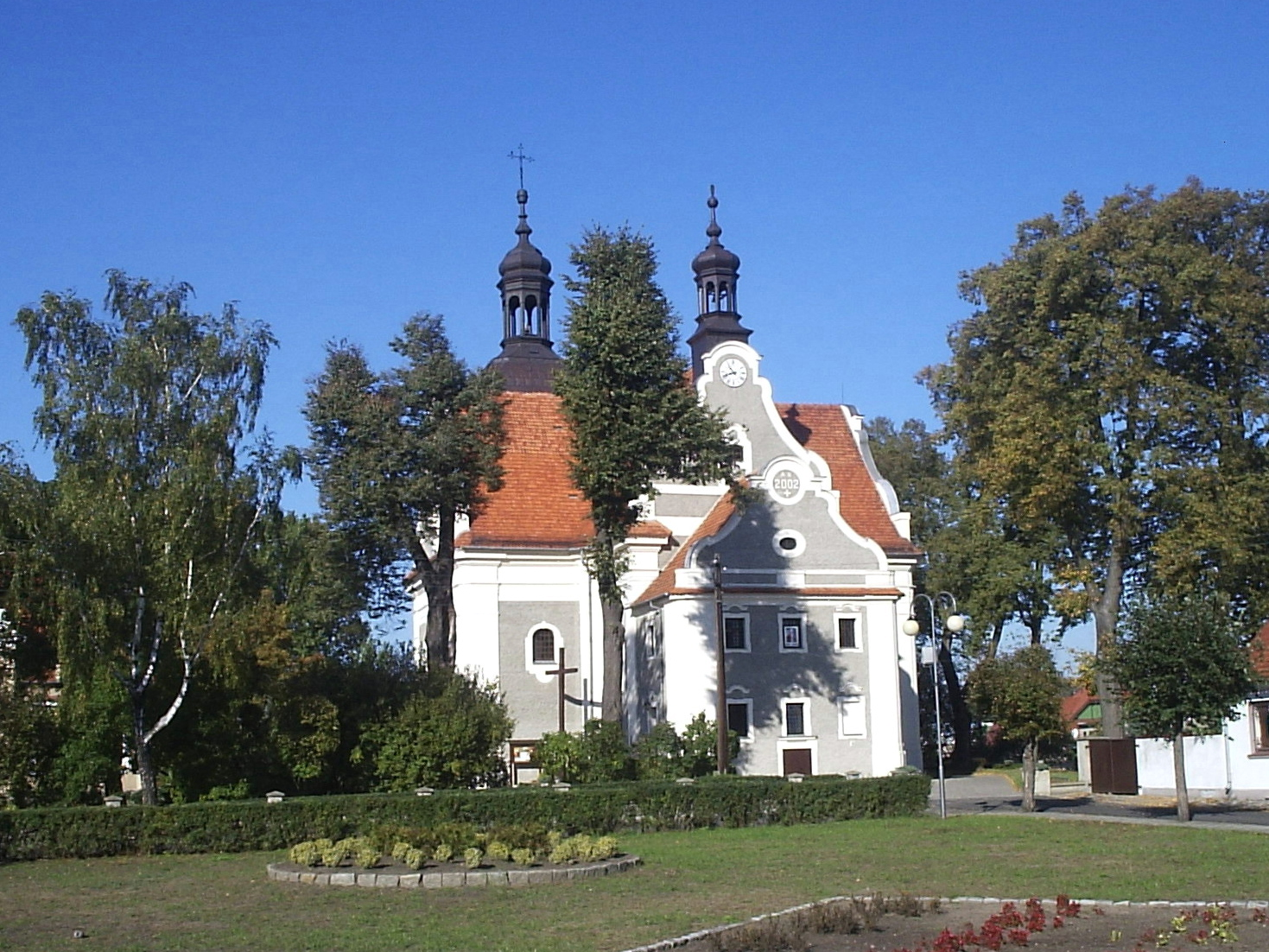
Kirche des Heiligen Michael

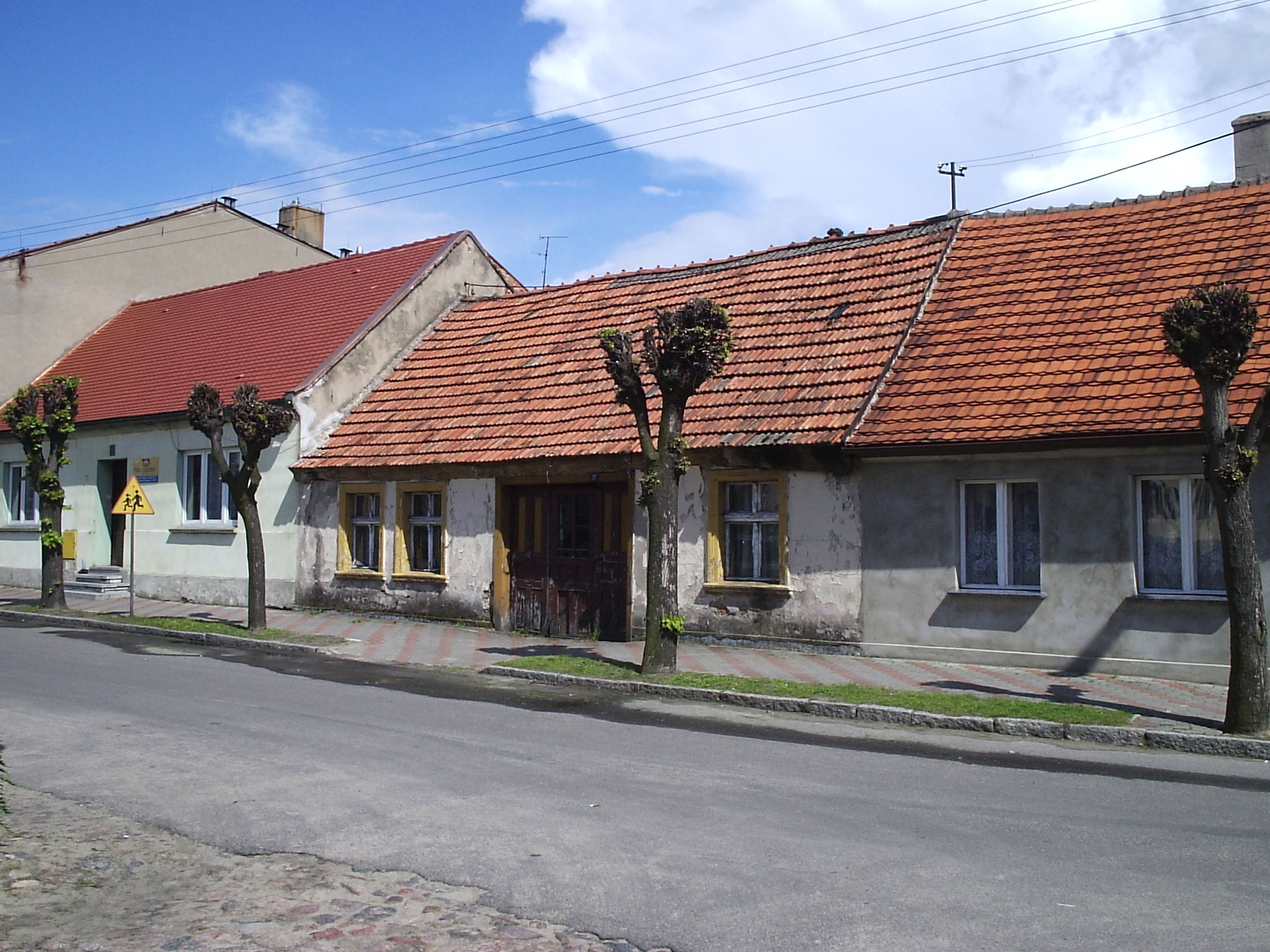
Straßenzug (2005)

Die erste urkundliche Erwähnung des heutigen Pogorzela stammt aus dem Jahr 1419. Im 15. Jahrhundert besaß die Ortschaft Stadtrecht; im Jahr 1458 hatte die Stadt vier Krieger zu stellen. Ab dem 15. Jahrhundert bis 1658 war die Stadt im Besitz der Familie Pogorzelski. Im 16. Jahrhundert wurde eine Schule eingerichtet. Im 17. und 18. Jahrhundert waren Brauerei und Brennerei wichtige Wirtschaftsfaktoren für Pogorzela. Wahrscheinlich brannte 1775 das hölzerne Rathaus ab. 1785 wurde eine spätgotische Kirche errichtet.
Im Jahr 1793, bei der Zweiten Teilung Polen-Litauens, kam die Stadt zu Preußen. Ihr Besitzer um diese Zeit war Nikolaus von Taczanowski; am Ausgang des 18. Jahrhunderts teilten sich vier Grundherren in ihrem Besitz.  1807 wurde der Ort Teil des Herzogtums Warschau, 1815 fiel der Ort wieder an Preußen und wurde Teil des Kreises Krotoschin, ab 1887 des Kreises Koschmin. 1856 wurde das heutige Rathaus, 1862 eine neogotische evangelische Kirche errichtet. Am 4. Januar 1887 wurde eine Feuerwehr in der Stadt eingerichtet. 1906 bis 1907 kam es zu einem Schulstreik, ähnlich dem Wreschener Schulstreik, als der Religionsunterricht in Deutsch abgehalten werden sollte.
Nach Ende des Ersten Weltkriegs musste Porgozela aufgrund der Bestimmungen des Versailler Vertrag 1920 an die Zweite Polnische Republik abgetreten werden. Im September 1939 wurde Pogorzela während des Überfalls auf Polen von der deutschen Wehrmacht besetzt, anschließend in Pogorschella und am 18. Mai 1943 in Brandenstein umbenannt. Im Frühjahr 1945 besetzte die  Rote Armee. In der darauf folgenden Zeit wurden die Angehörigen der deutschen Minderheit von der örtlichen polnischen Verwaltungsbehörde aus Pogorzela vertrieben.

### Einwohnerentwicklung
- 1790: 0826, darunter sechs Juden, 75 % Polen[4]
- 1816: 0710 (nach anderen Angaben 825)[4]
- 1837: 1216[4]
- 1843: 1435[4]
- 1858: 1247[4]
- 1861: 1318[4]
- 1895: 1525[7]
- 1905: 1868[8]
- 1993: 1873[9]
- 2002: 1951[9]
- 2005: 1958[9]
- 2006: 1971[9]
- 2007: 1984[9]
- 2008: 1977[9]
- 2009: 2017[9]
- 2010: 2015[9]
- 2011: 2037[9]

## Kultur und Sehenswürdigkeiten

### Bauwerke
- Rathaus mit Marktplatz aus dem 19. Jahrhundert[3]
- die spätbarocke Kirche des Heiligen Michael, errichtet zwischen 1778 und 1785[3]
- ehemaliger Palast, heute Gesundheitszentrum[3] von 1880[10]

## Gemeinde
Die Stadt Pogorzela ist Sitz einer Stadt- und Landgemeinde. Sie hat eine Fläche von 96,47 km² mit etwa 5.000 Einwohnern. Die 12 Ortsteile mit einem Schulzenamt (sołectwo) sind:
| - Bielawy Pogorzelskie - Bułaków - Elżbietków - Głuchów | - Gumienice - Kaczagórka - Kromolice (1943–1945 Kornland) - Łukaszew | - Małgów - Ochla - Paradów - Wziąchów (1943–1945 Junghof) |

Weitere Ortschaften der Gemeinde sind Dobrapomoc, Głuchówek, Józefów Ochelski, Międzyborze, Nowiny, Stawy und Taczanówko.

## Wirtschaft und Infrastruktur

### Verkehr
Pogorzela liegt an keiner Landes- oder Wojewodschaftsstraße. Zehn Kilometer nördlich verläuft die Landesstraße 12 (droga krajowa 12), 15 Kilometer östlich die Landesstraße 15 und 12 Kilometer südlich die 36.
Die nächsten internationalen Flughäfen sind die Flughäfen Breslau und Posen-Ławica in jeweils etwa 70 Kilometern Entfernung.

## Persönlichkeiten
- Herbert Drescher (1910–2002), deutscher Wirtschaftswissenschaftler